# 이시카와현 제1구
이시카와현 제1구(石川県 第1区)는 일본의 중의원 선거구이다. 1994년 공직선거법으로 신설되었다.

## 지역
- 가나자와시